# Henryk Wojnarowski
Henryk Wojnarowski (ur. 16 stycznia 1932) – polski dyrygent. Dyrektor Honorowy Chóru Filharmonii Narodowej, laureat Nagrody Grammy, dwukrotny laureat nagrody Fryderyka.

## Życiorys
Absolwent wydziału dyrygentury Państwowej Wyższej Szkoły Muzycznej w Warszawie (obecnie Uniwersytet Muzyczny Fryderyka Chopina) w klasie Stanisława Wisłockiego. W latach 1962–2002 był nauczycielem akademickim w swojej macierzystej Uczelni. Posiada tytuł profesora. Uchwałą Senatu UMFC z dnia 28 lutego 2017 roku otrzymał tytuł Profesora Honorowego Uniwersytetu Muzycznego Fryderyka Chopina.
W latach 1960–1978 dyrygent i kierownik chóru Teatru Wielkiego w Warszawie. Przygotowywał tamtejszy chór do ok. 80 premier operowych.
W latach 1978–2016 dyrektor Chóru Filharmonii Narodowej w Warszawie. Chór ten przygotował do ponad tysiąca koncertów, mając w repertuarze m.in. wszystkie dzieła wokalne i wokalno-instrumentalne Krzysztofa Pendereckiego. Dokonał wielu nagrań płytowych, radiowych i telewizyjnych, a także był trzykrotnie zapraszany do udziału w spektaklach operowych w mediolańskim teatrze La Scala (właśc. Teatro alla Scala) w latach 1985, 1989 i 1990.
Współpracował z takimi dyrygentami jak m.in. Gary Bertini, Sergiu Comissiona, Jacek Kaspszyk, Kazimierz Kord, Jan Krenz, Lorin Maazel, Jerzy Maksymiuk, Zubin Mehta, Seiji Ozawa, Krzysztof Penderecki, Helmuth Rilling, Witold Rowicki, Jerzy Semkow, Giuseppe Sinopoli, Stanisław Skrowaczewski, Leopold Stokowski, Stanisław Wisłocki, Antoni Wit, Bohdan Wodiczko.

## Odznaczenia, nagrody i wyróżnienia
Siedem razy nominowany do nagrody Grammy w kategorii Best Choral Performance (najlepsze wykonanie chóralne) za następujące nagrania płytowe:
- 1991 – Pasja według św. Łukasza Krzysztofa Pendereckiego (pod dyrekcją kompozytora)
- 2004 – Pasja według św. Łukasza Krzysztofa Pendereckiego (dyr. Antoni Wit)[2]
- 2005 – Polskie Requiem Krzysztofa Pendereckiego (dyr. Antoni Wit)[2]
- 2007 – Siedem bram Jerozolimy Krzysztofa Pendereckiego (dyr. Antoni Wit)[2]
- 2008 – Stabat Mater Karola Szymanowskiego (dyr. Antoni Wit)[2]
- 2009 – Utrenija Krzysztofa Pendereckiego (dyr. Antoni Wit)[2]
- 2016 – Penderecki Conducts Penderecki Vol. 1: Dies illa, Hymny do św. Daniiła i Wojciecha i Psalmy Dawida (pod dyrekcją kompozytora). Za to nagranie otrzymał w lutym 2017 roku nagrodę Grammy wraz z Krzysztofem Pendereckim[3].

17 października 2001 został odznaczony przez Prezydenta RP Aleksandra Kwaśniewskiego Krzyżem Oficerskim Orderu Odrodzenia Polski.
W roku 2005 otrzymał nagrodę im. Jerzego Kurczewskiego – jedyną nagrodę nadawaną zasłużonym twórcom chóralistyki w Polsce.
Od roku 2007 jest członkiem National Academy of Recording Arts & Sciences przyznającej nagrody Grammy.
W roku 2009 otrzymał nagrodę Fryderyka w kategorii Album Roku – Muzyka Chóralna i Oratoryjna za płytę z nagraniem Mszy Stanisława Moniuszki w wykonaniu Marty Boberskiej – sopran, Agnieszki Rehlis – alt, Rafała Bartmińskiego – tenor, Jarosława Bręka – bas, Andrzeja Białko – organy oraz Chóru Filharmonii Narodowej. Do nagrody Fryderyka nominowany był również w roku 2016 w kategorii Album Roku – Muzyka chóralna, oratoryjna i operowa za płytę z nagraniem kolęd.
22 czerwca 2011 na uroczystości w siedzibie Ministerstwa Kultury i Dziedzictwa Narodowego został odznaczony przez ministra Bogdana Zdrojewskiego Złotym Medalem „Zasłużony Kulturze Gloria Artis”.
W roku 2018 ponownie otrzymał nagrodę Fryderyka w kategorii Album Roku – Muzyka Chóralna, Oratoryjna i Operowa za album „Szymanowski”, którą pod dyrekcją Jacka Kasprzyka nagrali Chór i Orkiestra Filharmonii Narodowej oraz soliści: Aleksandra Kurzak – sopran, Agnieszka Rehlis – alt, Dmitry Korchak – tenor i Artur Ruciński – baryton.
W 2023 otrzymał Odznakę Honorową „Zasłużony dla Mazowsza”.